# 蒙泰居萨韦斯
蒙泰居萨韦斯（法語：Montégut-Savès，法語發音：[mɔ̃teɡy savɛs]）是法国热尔省的一个市镇，属于欧什区。

## 地理
蒙泰居萨韦斯（43°26'31"N, 0°57'35"E）面积3.69 平方千米，位于法国奧克西塔尼大區热尔省，该省份为法国西南部内陆省份，北起顺时针与洛特-加龙省、塔恩-加龙省、上加龙省、上比利牛斯省、大西洋比利牛斯省和朗德省接壤。
与蒙泰居萨韦斯接壤的市镇（或旧市镇、城区）包括：莱蒙、皮洛西克、圣利济耶迪普朗泰、圣卢布、索维蒙。

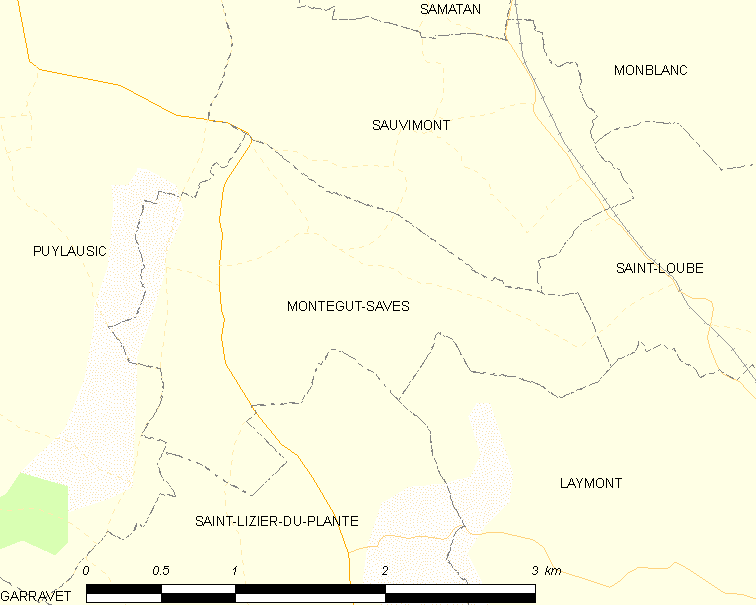
蒙泰居萨韦斯的OSM定位图

蒙泰居萨韦斯的时区为UTC+01:00、UTC+02:00（夏令时）。

## 行政
蒙泰居萨韦斯的邮政编码为32220，INSEE市镇编码为32284。

## 政治
蒙泰居萨韦斯所属的省级选区为萨沃河谷县。

## 人口

1962-2008年间蒙泰居萨韦斯人口变化图示

蒙泰居萨韦斯于2022年1月1日时的人口数量为69人。